# Новий тлумачний словник української мови
Новий тлумачний словник української мови (НТСУМ) — тлумачний словник української мови, створений під керівництвом українських мовознавців Василя Яременка та Оксани Сліпушко та вперше виданий у 1998 році чотирма томами у київському видавництві Аконіт.
НТСУМ містить близько 200 тисяч слів.

## Історія видання
Перша редакція чотиритомника що вийшла у 1998 році містила близько 168 тис. слів (по 42 тис. слів у кожному томі); редакторами виступили українські мовознавці Василь Яременко та Оксана Сліпушко. Однак вже у 2001 році вийшла 2-га редакція словника, що складалася не з чотирьох а з трьох томів та містила вже близько 200 тисяч слів.

## Видання
- 1-е видання: Новий тлумачний словник української мови (у 4 томах). Близько 168 тис. слів.[4] Київ: Аконіт. Головредактор: Василь Яременко, Оксана Сліпушко. 1998. ISBN 966-7173-02-Х (Т. 1: А — Є.; 910 стор.); ISBN 966-7173-02-Х (Т. 2: Ж — ОБД; 910 стор.); ISBN 966-7173-02-Х (Т. 3: ОБЕ- РОБ; 927 стор.); ISBN 966-7173-02-Х (Т. 4: РОБ- Я; 941 стор.)
  - Новий тлумачний словник української мови (у 4 томах). Близько 168 тис. слів.[4] Київ: Аконіт. Головредактор: Василь Яременко, Оксана Сліпушко. 1999. ISBN 966-7173-02-Х (Т. 1: А — Є.; 910 стор.); ISBN 966-7173-02-Х (Т. 2: Ж — ОБД; 910 стор.); ISBN 966-7173-02-Х (Т. 3: ОБЕ- РОБ; 927 стор.); ISBN 966-7173-02-Х (Т. 4: РОБ- Я; 941 стор.)
  - Новий тлумачний словник української мови (у 4 томах). Близько 168 тис. слів.[4] Київ: Аконіт. Головредактор: Василь Яременко, Оксана Сліпушко. 2000. ISBN 966-7173-02-Х (Т. 1: А — Є.; 910 стор.); ISBN 966-7173-02-Х (Т. 2: Ж — ОБД; 910 стор.); ISBN 966-7173-02-Х (Т. 3: ОБЕ- РОБ; 927 стор.); ISBN 966-7173-02-Х (Т. 4: РОБ- Я; 941 стор.)
  - Новий тлумачний словник української мови (у 4 томах). Близько 168 тис. слів.[4] Київ: Аконіт. Головредактор: Василь Яременко, Оксана Сліпушко. 2001. ISBN 966-7173-02-Х (Т. 1: А — Є.; 910 стор.); ISBN 966-7173-02-Х (Т. 2: Ж — ОБД; 910 стор.); ISBN 966-7173-02-Х (Т. 3: ОБЕ- РОБ; 927 стор.); ISBN 966-7173-02-Х (Т. 4: РОБ- Я; 941 стор.)

- 2-е видання: Новий тлумачний словник української мови (у 3 томах). Близько 200 тис. слів. Київ: Аконіт. Головредактор: Василь Яременко, Оксана Сліпушко. 2001. ISBN 966-7173-13-5 (всі 3 томи) ISBN 966-7173-18-6 (Т. 1: А — К; 926 стор.); ISBN 966-7173-23-2 (Т. 2: К — П; 926 стор.); ISBN 966-7173-28-3 (Т. 3 : П — Я. 862 стор.)
  - Новий тлумачний словник української мови (у 3 томах). Близько 200 тис. слів. Київ: Аконіт. Головредактор: Василь Яременко, Оксана Сліпушко. 2003. ISBN 966-7173-13-5 (всі 3 томи) ISBN 966-7173-18-6 (Т. 1: А — К; 926 стор.); ISBN 966-7173-23-2 (Т. 2: К — П; 926 стор.); ISBN 966-7173-28-3 (Т. 3 : П — Я. 862 стор.)
  - Новий тлумачний словник української мови (у 3 томах). Близько 200 тис. слів. Київ: Аконіт. Головредактор: Василь Яременко, Оксана Сліпушко. 2005. ISBN 966-8001-10-9 (всі 3 томи) ISBN 966-8001-11-7 (Т. 1: А — К; 926 стор.); ISBN 966-8001-12-5 (Т. 2: К — П; 926 стор.); ISBN 966-8001-13-3 (Т. 3 : П — Я. 862 стор.)
  - Новий тлумачний словник української мови (у 3 томах). Близько 200 тис. слів. Київ: Аконіт. Головредактор: Василь Яременко, Оксана Сліпушко. 2006. ISBN 966-8001-10-9 (всі 3 томи) ISBN 966-8001-11-7 (Т. 1: А — К; 926 стор.); ISBN 966-8001-12-5 (Т. 2: К — П; 926 стор.); ISBN 966-8001-13-3 (Т. 3 : П — Я. 862 стор.)
  - Новий тлумачний словник української мови (у 3 томах). Близько 200 тис. слів. Київ: Аконіт. Головредактор: Василь Яременко, Оксана Сліпушко. 2007. ISBN 966-8001-10-9 (всі 3 томи) ISBN 966-8001-11-7 (Т. 1: А — К; 926 стор.); ISBN 966-8001-12-5 (Т. 2: К — П; 926 стор.); ISBN 966-8001-13-3 (Т. 3 : П — Я. 862 стор.)
  - Новий тлумачний словник української мови (у 3 томах). Близько 200 тис. слів. Київ: Аконіт. Головредактор: Василь Яременко, Оксана Сліпушко. 2008. ISBN 966-8001-10-9 (всі 3 томи) ISBN 966-8001-11-7 (Т. 1: А — К; 926 стор.); ISBN 966-8001-12-5 (Т. 2: К — П; 926 стор.); ISBN 966-8001-13-3 (Т. 3 : П — Я. 862 стор.)

## Критика

### Копіювання 135 тис. словникових статей із СУМ-11
Коли у видавництві Аконіт у 1998 році з'явилася перша редакція чотиритомного НТСУМ, він десь на 98 % базувався на матеріалах СУМ-11 (1970—1980): усі 135 тис. тлумачень було скопійовано без змін, хоча дещо переглянуто відверто заполітизовані тлумачення й деякі неточності.
Зокрема після публікації НТСУМ у 1998 році автори радянського СУМ-11 звинуватили його авторів — Василя Яременко та Оксану Сліпушко — у тому що НТСУМ є «98-відсотковим плагіатом [СУМ-11] чистісінької води».
Василь Яременко у відповідь на звинувачення у плагіаті від авторів СУМ-11 у своїй статті-відповіді опублікованій 2 грудня 1999 року у часописі Літературній Україні під назвою «Домагаюся права … на плагіат» заявив, що не вважає що автори СУМ-11 мають інтелектуальне право власності на 135 тис. слів з СУМ-11.
Однак після публікації одним з авторів СУМ-11, Василем Німчуком, статті Про сучасну українську тлумачну лексикографію у 2012 році, де особливо гостро критикували творці НТСУМ за плагіат, були й критичні відгуки на цю статтю Німчука. Зокрема, у 2013 році з критичною статтею-відповіддю під назвою Лист до редакції. Репліка на статтю В. В. Німчука «Про сучасну українську тлумачну лексикографію» виступив Володимир Широков.